# روبرت دبليو. كراون
روبرت دبليو. كراون (بالإنجليزية: Robert W. Crown)‏ هو سياسي أمريكي، ولد في 23 يناير 1922 في سان فرانسيسكو في الولايات المتحدة، وتوفي في 21 مايو 1973 في ألاميدا في الولايات المتحدة. حزبياً، نشط في الحزب الديمقراطي.